# John Swedberg
Johan "John" Alfred Swedberg, född 20 september 1872 i Sköllersta socken, död 15 juli 1962 i Stockholm, var en svensk frikyrkoman.
John Swedberg var son till trädgårdsmästaren Gustaf Swedberg. Efter att ha rest omkring i Sverige som baptistpredikant genomgick Swedberg Betelseminariet i Stockholm 1894–1898. Han tjänstgjorde därefter som ledare för olika baptistförsamlingar; i Ludvika 1898–1899, Lysekil 1899–1902, Malmö 1902–1905, Linköpings första församling 1905–1919, Sundsvall 1919–1925 och Stockholms fjärde församling 1925–1941. Som förkunnare var han mycket uppskattad. Linköpingsförsamlingen nåddes under hans ledning av en väckelse och blev en av Sveriges främsta baptistförsamlingar. Efter sin avgång som församlingsföreståndare var han verksam som lärare, predikant, studieledare och författare. Swedberg var även engagerad inom baptistsamfundets allmänna verksamhet i Sverige, bland annat i fråga om predikantutbildningen som styrelseledamot 1899–1924, inspektor 1921–1941 och lärare i homiletik och bibelkunskap och Betelseminariet. Vidare intresserade han sig särskilt för den baptistiska sångbokens omarbetning och var 1923–1928 ordförande i den kommitté, som utgav en nya upplagan av Psalmisten 1928. Åren 1914–1941 var han medlem av samfundets missionssstyrelse (varav 1936–1941 som ordförande). Som svenskt ombud deltog han i de baptistiska världskongresserna i London 1905, Philadelphia 1911 och Berlin 1934. Swedberg var stadsfullmäktig i Linköping 1916–1919 och i i Sundsvall 1922–1925. Bland Swedbergs utgivna skrifter märks bibelstudier samt personliga minnen såsom Ur minnets dagbok (1936) och De sista bladen ur minnets dagbok (1943).